# Corgatha roseocrea
Corgatha roseocrea là một loài bướm đêm trong họ Erebidae.